# Taats
De taats is de stalen pen/tap onderaan een verticaal geplaatste as, die in een holte draait.
De taats kan als een glijlager in de taatspot of taatskom draaien, wat een eenvoudige constructie is. Bij molens wordt gesproken van een taatspot. Het nadeel van een taatspot of taatskom is de hoge wrijvingskracht en hoge slijtage. Een verbetering is een taats, die aan de onderkant bol is en een taatspot die hol is. In de kom blijft olie staan, die de wrijving vermindert. De taats kan ook uitgevoerd worden met rollen aan de onderkant zodat de wrijving verminderd wordt.
Axiale lagers ofwel druklagers worden ook taatsen of taatslager genoemd. Deze kogellager wordt bijvoorbeeld toegepast in een koppeling.
De taats wordt bijvoorbeeld toegepast bij:
- een kanon; het zijn dan de korte metalen cilinders die toelaten het kanon verticaal te richten
- een molen onderaan de koningsspil
- de scharnieren van sluisdeuren
- het draaipunt van een roer
- het draaipunt van een taatsdeur
- verbinding tussen een - doorgaans twee-assig - draaistel een wagenbak bij een railvoertuig (tram of trein)

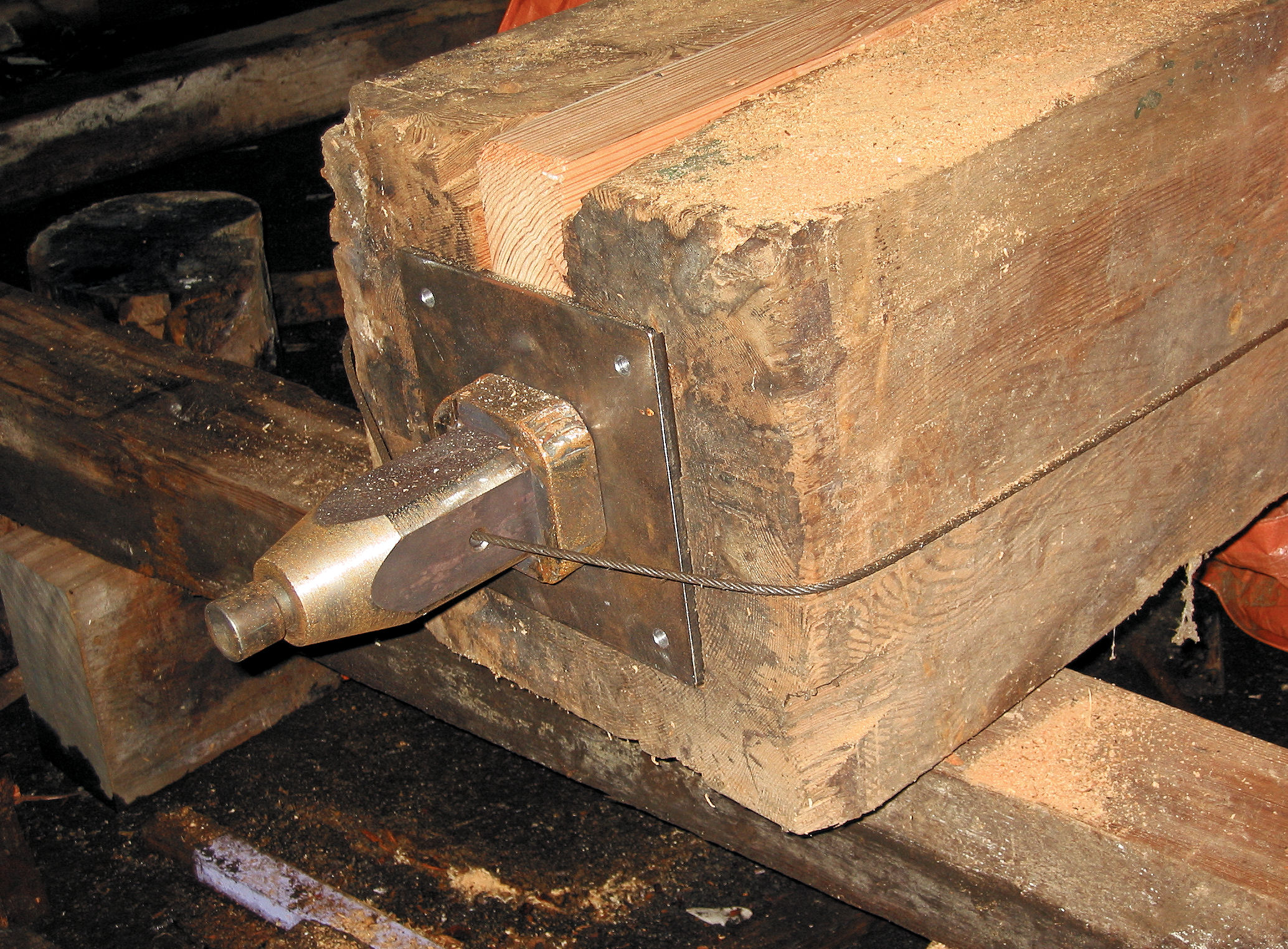
Taats koningsspil van de Concordia
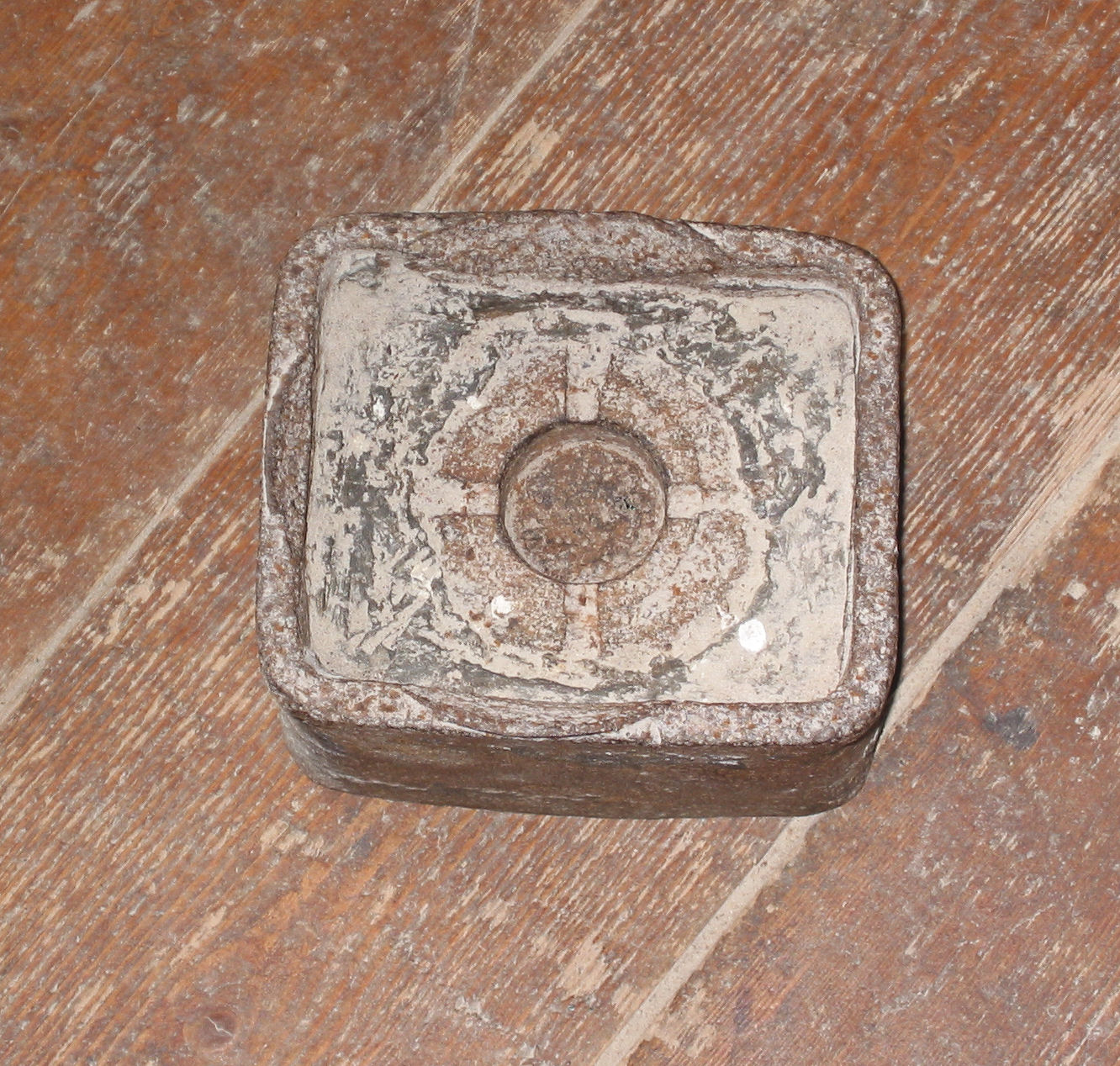
Taatspot koningsspil
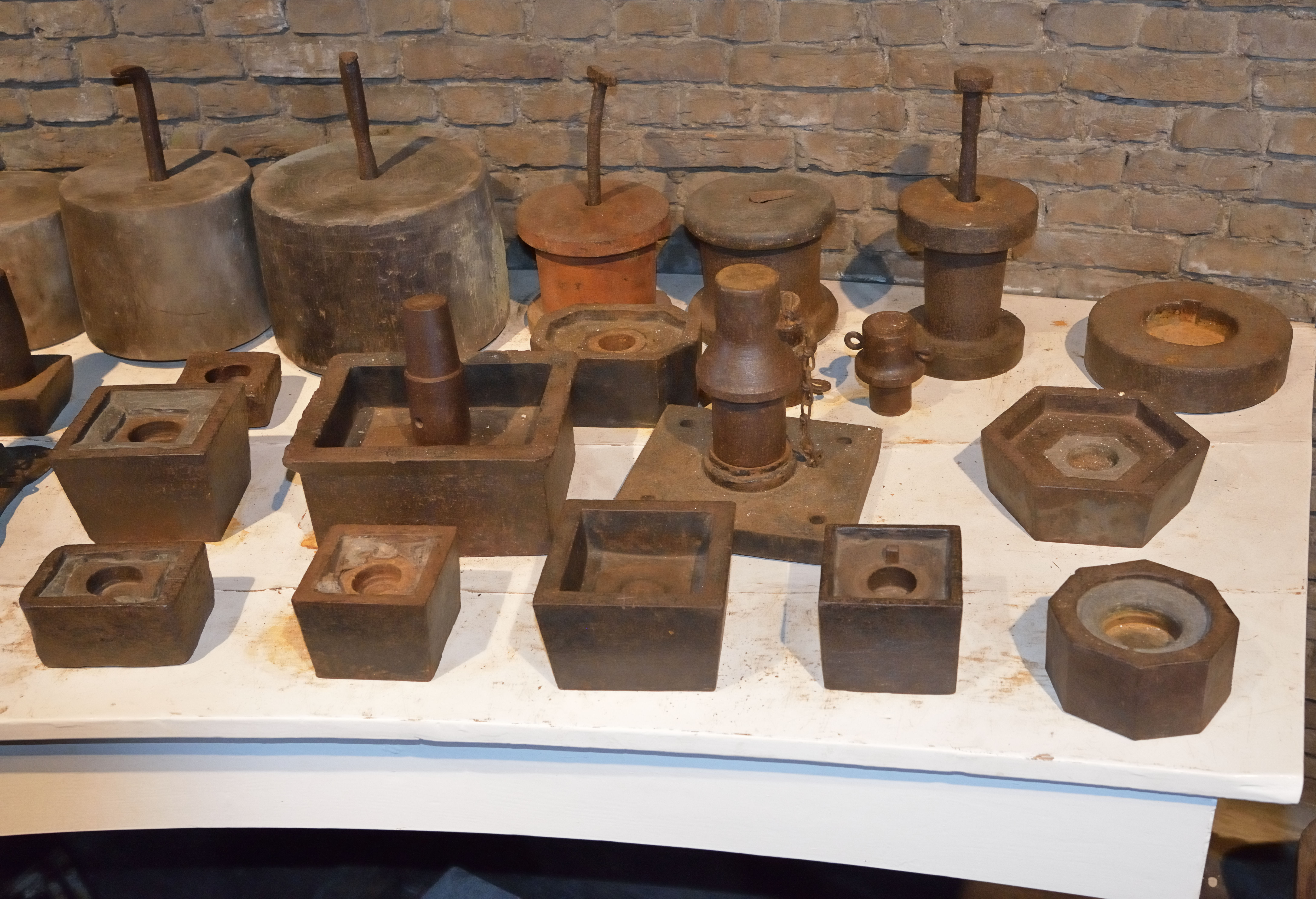
Taatspotten en taatsen